# Cerva
Cerva è un comune italiano di 1 037 abitanti della provincia di Catanzaro in Calabria. È situato nel cuore della presila catanzarese.

## Geografia fisica

### Territorio
L'altitudine del territorio comunale è compresa tra una minima di 44 metri sul livello del mare, nella zona Cuturella di Cropani che fa capo dal punto di vista amministrativo al comune di Cropani, ed una massima di 1333 metri sul livello del mare, ai confini del Parco nazionale della Sila.
Il comune sviluppa tra il corso del fiume Crocchio e del torrente Nasari a circa 20 chilometri dalla costa ionica, confina a nord con il territorio di Petronà, a ovest con il comune di Sersale, a est con i comuni di Belcastro e Andali, infine a sud e verso il Mar Ionio i territori comunali confinano con i comuni di Cropani e di Andali.

### Idrografia
I maggiori corsi d'acqua del territorio sono il fiume Crocchio, che scorre lungo il confine ad ovest con il territorio di Sersale, e il fiume Nasari, affluente sinistro del fiume Crocchio più a valle e confine con il comune di Petronà a nord-est. Numerosi sono i torrenti e piccoli corsi d'acqua, tra cui il torrente Zalardone che scorre in una conca nei pressi del centro abitato in direzione sud-ovest.

### Clima
Il comune appartiene alla zona climatica E - 2 427 grado giorno. Il clima è mediterraneo montano: freddo e nevoso d'inverno, in particolare nei mesi di dicembre, gennaio. febbraio e marzo, tiepido e in parte secco in estate, risente della doppia influenza del mar Jonio e del massiccio della Sila.

## Storia
Anche se dalla storia abbastanza recente, esistono interpretazioni diverse sull'origine della comunità.
Secondo l'ipotesi più accreditata la fondazione del paese risale alla fine del XVIII secolo, ad opera di alcuni coloni provenienti dalla provincia di Cosenza. Fu chiamata originariamente con il nome di San Giovanni della Croce e fece parte del feudo della famiglia Poerio di Belcastro fino all'abolizione del feudalesimo nel Regno di Napoli del 1806, eccetto che nel periodo tra il 1746 e il 1758 quando passò alla famiglia dei Maida di Cutro.
Solo in un secondo momento il nome venne cambiato in Cerva, forse perché un tempo era una zona rinomata per la selvaggina o secondo la tradizione per via di una Cerva che di frequente era solita comparire nei pressi del villaggio.
Nel corso degli anni Cerva venne riconosciuta prima come luogo e università, con decreto del 19 gennaio 1807 durante il Periodo napoleonico del regno di Napoli.
Con l'istituzione dei comuni nel regno di Napoli sotto il sovrano Gioacchino Murat, la comunità entrò a fare parte come frazione del comune di Andali e compresa nel circondario di Cropani (1811). Dopo circa 40 anni in seguito a una petizione popolare fu dichiarata comune autonomo, il 28 ottobre 1850.
Tra gli episodi storici più importanti, va annoverata una rivolta popolare nel periodo della II guerra mondiale contro le angherie del locale comandante del presidio dei carabinieri; dura fu la repressione del governo con arresti di massa e detenzioni.

## Monumenti e luoghi di interesse
Il Palazzo Griffo nel centro storico, risalente al XIX secolo, ospita le sale del museo della castagna e dell'arte contadina.
Ulteriore bene architettonico, anche se di recente costruzione, è l'Anfiteatro Mirarchi che, riprendendo le forme classiche della Magna Grecia, si integrata nel tessuto urbano del paese, rappresentando un luogo di svolgimento di manifestazioni ed eventi che arricchiscono il periodo estivo della comunità.
Numerosi sono i beni naturalistico-ambientali: il principale è una pianta secolare di castagno sita nella zona detta dei "Melitani"; la pianta ha una età stimata di circa 450 anni, è alta 30 metri e ha un diametro dal fusto alla base di 800 centimetri; attorno al castagno secolare si sviluppa un esteso castagneto, importante fonte di reddito per la popolazione locale in passato ed in parte ancora ai giorni nostri.
Il corso del fiume Crocchio si sviluppa tra cascatelle e gole, offrendo diversi sentieri ed itinerari per passeggiate nella natura.

## Società

### Evoluzione demografica
Abitanti censiti

## Cultura
A Cerva hanno sede la scuola dell'infanzia, la scuola primaria e secondaria di I grado. Tutte fanno parte dell'istituto comprensivo statale Corrado Alvaro di Petronà.
All'interno del Palazzo Griffo, nel centro storico, ha sede il museo della castagna e dell'arte contadina.

## Geografia antropica
Il centro storico è posto su un costone roccioso posto di fronte al golfo di Squillace e sul versante sinistro della Valle del Crocchio. Si sviluppa verticalmente a partire da piazza della Vittoria, dove si trova il municipio e la nuova chiesa parrocchiale costruita nella seconda metà degli anni 80, fino alla zona sottostante il cimitero. Attualmente molte case versano in stato di abbandono e solo una piccola parte della popolazione risiede nel centro storico.
La zona di Via Cavour è detta "banda è là": si trova infatti dall'altro lato rispetto al centro storico, separata da questo dal torrente Zalardone, e si sviluppa in direzione del comune di Andali.
Infine la zona più estesa del paese è detta di Cornocchio, praticamente inesistente fino al dopoguerra ha visto a partire dagli anni 60 la costruzione di numerosi nuovi edifici. Qui ha sede l'istituto scolastico e risiede la maggior parte della popolazione.

## Economia
Gli anni del dopoguerra segnarono un profondo cambiamento nella comunità: insieme con un deciso incremento demografico, il paese iniziò a vivere il massiccio fenomeno dell'emigrazione verso le regioni del Nord e verso i paesi europei; ciò causò l'abbandono di molte delle attività tipiche esistenti nel settore primario e secondario, ma anche lo sviluppo di imprese edili con l'espansione del paese verso nord-est.
Le attività attualmente preminenti del luogo, oltre al massiccio impiego di operai idraulici-forestali, sono l'artigianato con numerose imprese per l'edilizia, l'impiantistica termo-idraulica, la lavorazione del legno, della ceramica e della pietra. L'unica industria del paese è una torrefazione artigianale per la produzione e lavorazione di caffè.
Poiché l'abitato si trova ad un'altitudine compresa tra 860 e 950 metri sul livello del mare ha una forte vocazione alla castanicoltura che risulta l'attività agricola storicamente di maggiore importanza. Il paese fa parte della "associazione nazionale città del castagno". Sono inoltre sviluppate zone agricole atte alla produzione di olive, l'allevamento e l'industria boschiva.

## Infrastrutture e trasporti

### Strade
Il paese è attraversato dalla strada provinciale 159-IV della provincia di Catanzaro (in precedenza strada statale 109 della piccola sila), che la collega ai comuni confinanti di Sersale e Petronà.
La strada provinciale 6 collega la zona di Cornocchio con il comune di Andali.
Una strada comunale, a partenza da Via Sila, collega il paese con la zona boschiva e votata alla castanicoltura, fino al Parco Nazionale della Sila congiungendosi con la strada provinciale 36.

### Mobilità urbana
Il comune, a causa delle ridotte dimensioni del territorio, non necessita di una rete di trasporti urbani. I collegamenti extraurbani, a mezzo autobus, sono gestiti dalla società Ferrovie della Calabria e dalle autolinee Romano.

## Amministrazione
Attualmente c'è il Commissario Prefettizio succeduto all'ex sindaco  Fabrizio Rizzuti finito ai domiciliari e momentaneamente libero ma indagato - succeduto all'ex primo cittadino Mario Marchio in seguito alle elezioni del 11 Giugno 2017.

## Sport

### Calcio
Dall'inizio degli anni '80 cominciò a diffondersi nel paese la passione per il calcio e vennero fondate diverse società dilettantistiche, in cui ebbero l'occasione di mettersi in mostra diversi giocatori del paese, tra cui Raffaele Filippis, giovane attaccante scomparso prematuramente a causa di un incidente stradale, a cui è intitolato lo stadio comunale. Nel 1982 venne fondata l'Us Cerva, esistente ancora oggi, la quale ha militato per vari anni nei campionati di prima, seconda e terza categoria calabrese.

### Altri sport
All'interno del paese sono presenti varie associazioni sportive dilettantistiche per le discipline della danza e dell'equitazione.